# أرنالدو بيريرا
أرنالدو بيريرا (بالإسبانية: Arnaldo Pereira) (11 يناير 1986 بأسونسيون في باراغواي - ) هو مدرب كرة قدم ولاعب كرة قدم باراغواياني في مركز الدفاع. لعب مع Club Deportivo Capiatá ‏.

## وصلات خارجية
- أرنالدو بيريرا على موقع قاعدة بيانات كرة القدم.إي يو (الإنجليزية)
- أرنالدو بيريرا على موقع Soccerway.com (الإنجليزية)